# Harpactea longobarda
Harpactea longobarda este o specie de păianjeni din genul Harpactea, familia Dysderidae, descrisă de Carlo Pesarini în anul 2001.
Este endemică în Italia. Conform Catalogue of Life specia Harpactea longobarda nu are subspecii cunoscute.